# David Bates (Fußballspieler)
David Robert Bates (* 5. Oktober 1996 in Kirkcaldy) ist ein schottischer Fußballspieler, der bei Standard Lüttich unter Vertrag steht. Zudem war er für die schottische Fußballnationalmannschaft aktiv.

## Karriere

### Verein
David Bates wurde im Jahr 1996 in der schottischen Hafenstadt Kirkcaldy geboren. Das Fußballspielen begann er in seiner Geburtsstadt bei den Raith Rovers. Für die Rovers spielte er bis 2013 in den jeweiligen Jugendmannschaften, bevor er in der Ersten Mannschaft debütierte. Für seinen Heimatverein absolvierte er als Innenverteidiger zehn Zweitligaspiele und gewann 2014 den Challenge Cup. Im Jahr 2015 wurde Bates an den Viertligisten East Stirlingshire und Drittligisten Brechin City verliehen. Im August 2016 wurde der 20-Jährige Bates an die Glasgow Rangers verliehen, die im Januar 2017 auch die Transferrechte erwarben und ihn mit einem Vertrag mit einer Laufzeit bis zum 30. Juni 2018 ausstatteten.
Nach dem Auslaufen seines Vertrags wechselte Bates zur Saison 2018/19 in die 2. Bundesliga zum Hamburger SV. Er erhielt beim Bundesliga-Absteiger einen Vertrag bis zum 30. Juni 2022. Sein Pflichtspieldebüt für die Hamburger gab Bates beim Saisoneröffnungsspiel am 3. August 2018 gegen Holstein Kiel. Bei der 1:2-Auswärtsniederlage gegen Jahn Regensburg (23. Spieltag) erzielte er sein erstes Pflichtspieltor für die Hamburger, als er zur zwischenzeitlichen Führung traf. Am 33. Spieltag zog sich Bates bei der Auswärtsniederlage gegen den SC Paderborn 07 eine Teilruptur des Innenbandes im linken Sprunggelenk zu und stand dem HSV rund zwei Monate nicht zur Verfügung. Bates kam in seiner ersten Spielzeit für den HSV auf 25 Spiele und bildete mit Rick van Drongelen die Stamminnenverteidigung der Hamburger. Der Verein verpasste auf dem 4. Platz den direkten Wiederaufstieg in die Bundesliga.
Zur Saison 2019/20 verpflichtete der HSV mit Ewerton und Timo Letschert zwei weitere Innenverteidiger. An den ersten beiden Spieltagen stand Bates unter dem neuen Cheftrainer Dieter Hecking nicht im Spieltagskader. Anfang August wechselte er bis zum Ende der EFL-Championship-Saison 2019/20 auf Leihbasis zum englischen Zweitligisten Sheffield Wednesday. Dort kam Bates bis zur Saisonunterbrechung aufgrund der COVID-19-Pandemie im März 2020 lediglich einmal im EFL Cup zum Einsatz. Nachdem der Spielbetrieb Mitte Juni wieder aufgenommen worden war, gab Sheffield Wednesday bekannt, dass Bates den Verein vertragsgemäß zum Monatsende und somit vor dem Saisonende verlassen werde.
Zum Trainingsstart Anfang August 2020 wurde Bates vom HSV freigestellt und anschließend für die Saison 2020/21 an den belgischen Erstligisten Cercle Brügge verliehen. In dieser Saison bestritt er 19 von 34 möglichen Ligaspielen für Cercle.
Wie im Vorjahr kehrte Bates nach seiner Leihe zum Vorbereitungsstart nicht zum HSV zurück, sondern wurde freigestellt. Nachdem der Innenverteidiger bis Ende Juli 2021 keinen neuen Verein gefunden hatte, stieg er in das Training der zweiten Mannschaft ein. Rund einen Monat später kehrte Bates nach Schottland zurück und wechselte zum FC Aberdeen, bei dem er einen Vertrag bis zum 30. Juni 2024 unterschrieb. Bereits ein Jahr später wechselte Bates zum belgischen Erstdivisionär KV Mechelen. In seiner ersten Saison bestritt er 25 von 28 möglichen Ligaspielen, in denen er zwei Tore schoss, sowie alle sechs möglichen Pokalspiele bis ins Finale mit einem geschossenen Tor. In der nächsten Saison waren es 35 von 40 möglichen Ligaspielen mit einem geschossenen Tor und ein Pokalspiel.
Ende Juli 2024 wechselte er zum Ligakonkurrenten Standard Lüttich, bei dem er einen Vertrag mit einer Laufzeit von drei Jahren unterschrieb. Bates bestritt in seiner ersten Saison 9 von 40 möglichen Ligaspielen für Standard. Infolge einer Knieverletzung fiel er ab Ende Oktober 2024 bis zum Ende der Saison aus.

### Nationalmannschaft
Im September 2018 gab Bates sein Debüt in der Schottischen U 21-Nationalmannschaft gegen Andorra während der Qualifikation für die U 21-Europameisterschaft 2019. In weiteren Qualifikationsspielen kam er zudem gegen die Niederlande, die Ukraine und England zum Einsatz. Im November 2018 wurde Bates von Alex McLeish erstmals in den Kader der A-Nationalmannschaft für die Spiele in der Nations League gegen Albanien und Israel berufen. Beim 4:0-Auswärtssieg in Albanien gab er sein Länderspieldebüt, bei dem er über die volle Spielzeit auf dem Spielfeld stand. Am darauffolgenden Spieltag – einem 3:2-Erfolg gegen Israel – spielte Bates ebenfalls die kompletten 90 Minuten. Somit hatte er einen Anteil an den Aufstieg in die Liga B der UEFA Nations League, der mit diesem Sieg perfekt gemacht wurde.

## Erfolge
- Scottish League Challenge Cup: 2014